# Carolyn Kirsch
Carolyn Kirsch (Shreveport, 24 maggio 1942) è un'attrice, ballerina e cantante statunitense.
Ha recitato in numerose opere di prosa e musical a Broadway, tra cui: How to Succeed in Business Without Really Trying (1961), La grosse valisse (1965), Colazione da Tiffany (1966), Sweet Chairty (1966), Hallelujah, Baby! (1967), Promises, Primises (1968), Dear World con Angela Lansbury (1969), Coco con Katherine Hepburn (1969), Ulysses in Nighttown (1974) e A Chorus Line (1975).
Ha recitato anche in numerose produzioni regionali e tour nazionali, tra cui: Lolita, My Love (1971), Company (tour nazionale, 1971; stock tour, 1972), Bye Bye Birdie (Syracuse, 1972), A Funny Thing Happened on the Way to the Forum (Music Circuit, 1973), Chicago (tour statunitense, 1977), Peter Pan (tour statunitense, 1981) ed Annie (Westbury, 1983).